# 岡本智英子
岡本 智英子（おかもと ちえこ、1959年 - ）は、日本の法学者。学位は、修士（法学）（慶應義塾大学）。専門は、商法・会社法。関西学院大学大学院経営戦略研究科教授。

## 略歴
徳島県出身。
1983年関西学院大学法学部法律学科卒業。
1993年慶應義塾大学大学院法学研究科前期博士課程修了、同後期博士課程単位取得満期退学。
中部学院大学短期大学部専任講師、高知大学人文学部助教授を経て、関西学院大学専門職大学院経営戦略研究科助教授、同教授。

## 著書

### 単著
- 『募集株式発行の効力論』（税務経理協会, 2007年）

### 分担執筆
- （奥島孝康, 宮島司）『商法の歴史と論理』（新青出版, 2005年）
- （山本爲三郎）『新会社法の基本問題』（慶應義塾大学出版会, 2006年）
- （山本爲三郎）『企業法の法理』（慶應義塾大学出版会, 2012年）
- （北居功, 高田晴仁）『民法とつながる商法総則・商行為法』（商事法務, 2013年）